# ديفيد سانشيز (ملاكم)
ديفيد سانشيز (بالإسبانية: David Sánchez)‏ (مواليد 2 فبراير 1992 في ولاية بويبلا، المكسيك - 19 مايو 2017)، هو ملاكم محترف مكسيكي يصنف ضمن فئة وزن الذبابة.

## إحصائيات
خاض خلال مسيرته 28 نزالا، فاز في 24 وتعادل في 2 وخسر في 2. فاز بالضربة القاضية في 19 نزالا.

## روابط خارجية
- ديفيد سانشيز على موقع بوكس ريك (الإنجليزية) (registration required)